# Pave Gregor 3.
Gregor 3. (død 28. november 741) var pave fra 11. februar 731 indtil sin død i 741. Hans tid som pave blev, ligesom hans forgænger, forstyrret af ikonoklasme i det Byzantinske Rige, og Langobarder øgede magt og indflydelse, hvor han påberåbte sig Karl Martells deltagelse uden held. 
Gregor var søn af en syrer ved navn Johannes, og han var dermed den sidste ikke-europæiske pave, frem til Pave Frans der blev valgt i 2013 - 1.272 år senere.